# Кальдарола
Кальдарола (итал. Caldarola) — коммуна в Италии, располагается в регионе Марке, в провинции Мачерата.
Население составляет 1832 человека (2008 г.), плотность населения составляет 59 чел./км². Занимает площадь 29 км². Почтовый индекс — 62020. Телефонный код — 0733.
Покровителем коммуны почитается святитель Мартин Турский, празднование 11 ноября.

## Демография
Динамика населения:

## Администрация коммуны
- Официальный сайт: http://www.comune.caldarola.mc.it/